# Pseudoclonistria royi
Pseudoclonistria royi is een insect uit de orde Phasmatodea en de familie Diapheromeridae. De wetenschappelijke naam van deze soort is voor het eerst geldig gepubliceerd in 2010 door Langlois & Lelong.